# Gabon
Gabon, formellt Republiken Gabon (franska: Republique gabonaise, egentligen Gabonesiska republiken), är en republik och suverän stat vid ekvatorn i västra Centralafrika. Landet gränsar till Kamerun, Kongo-Brazzaville, Ekvatorialguinea och Atlanten. 
Från att ha varit en slavstation för portugiser sedan dessa anlände 1483 kom Gabon efter 1842 att administreras av Frankrike. Den franska flottan slog ned den ännu pågående lokala slavhandeln och befriade tillfångatagna personer vid en plats längs kusten vid namn Libreville. Efter självständighetsförklaringen har Frankrike fortsatt att spela en roll i landets politik och i dess relativt framgångsrika ekonomi, som baseras på oljenäringen.
De ursprungliga invånarna i detta regnskogstäta ekvatorialland var troligen pygméer. Idag är fang den största folkgruppen. Men den 30-åriga regeringsmakten för president Omar Bongo (en batekemedlem som 1973 konverterade till islam under inflytande av Libyen) vilade på en koalition som utformades till att utesluta fang från makten. Det utbredda missnöjet med denna politik ledde 1991 till att ett flerpartisystem introducerades. Sedan dess har landet utvecklats till en stabil nation, men är långt ifrån någon demokrati.

## Historia

### Gabon före självständigheten
Det bälte av frodig gräsmark som går genom Gabon har under århundraden varit ett genomgångsstråk för stammar från Västafrika till områden söder om ekvatorn. Några bantutalande folkslag slog sig ner där för gott. Från Kameruns inre kom senare fangfolket, ett krigiskt folk som hade rykte om sig att vara kannibaler. De sålde elfenben till europeiska köpmän, som hade upprättat handelsplatser utmed kusten, och fick i utbyte skjutvapen och andra varor. Portugiserna var de första som, omkring 1470, slog sig ner vid kusten. Engelsmän, holländare, fransmän, spanjorer följde efter, många av dem för att köpa slavar. 
År 1849 upprättade emellertid fransmännen Libreville som en koloni för frigivna slavar efter samma mönster som engelsmännens Freetown i Sierra Leone. Frankrike annekterade formellt Gabon 1885, och tillsammans med tre andra kolonier blev det 1910 medlem av federationen Ekvatorialafrika. Vid sekelskiftet led landet svårt under franska handelskompaniers exploatering, men efter 1910 avskaffades de värsta missförhållandena. Fransmännen började utnyttja kolonins rika råvarutillgångar, särskilt ökade man mahognyexporten.

### Det självständiga Gabon
I kolonialtidens slutskede upplöstes Franska Ekvatorialafrika, och Gabon blev självständigt 1960. Presidenterna Léon M'ba och Omar Bongo (1967–2009) behöll en liten fransk truppstyrka i landet, vilket bland annat bidrog till att en statskupp kunde avvärjas 1964.
Regeringens konservativa, profranska hållning har främjat betydande utländska investeringar, dels från privata företag dels från den franska regeringen och från Världsbanken. Gabons näringsliv har utvecklats snabbt i samband med exploateringen av landets mangan-, järnmalms-, olje- och urantillgångar. Gabon är en enpartistat där den förre presidenten Omar Bongo, fram till sin död år 2009, hade en mycket stark ställning. Fram till 1990-talet styrdes Gabon av enväldiga presidenter. 1991 antogs en ny konstitution, där olika partier tilläts och mer demokratiska val kunde hållas. Numera är Gabon ett av de mer utvecklade länderna i Afrika, tack vare en liten folkmängd, rika naturtillgångar och stöd från utlandet.

### Kuppförsök 2019
7 januari 2019 rapporterades det om en militärkupp i Gabon. Senare samma dag meddelade myndigheterna att situationen var under kontroll och 4 av 5 kuppmakare blivit arresterade, kuppmakarna uppges vara lågt rankade officerare. Den sista blev arresterad senare samma dag.

### Kupp 2023
30 augusti 2023 kom uppgifter om att militären i Gabon tagit över makten och upplöst regeringen. Militären meddelade att landets gränser stängs och att ”republikens alla institutioner upplöses”. Militärkuppen skedde efter att presidenten Ali Bongo blivit omvald till en tredje mandatperiod. Militären utsåg senare generalen Brice Oligui Nguema till tillfällig ledare. Nguema är kusin till Ali Bongo. Kuppen fördömes av bland annat EU, USA och Frankrike. Val till president genomfördes 12 april 2025 i vilket Nguema blev vald.

## Geografi

Topografisk karta över Gabon.

### Topografi och hydrografi
Geografiskt sett är landet en kustslätt karakteriserad av sandbankar och laguner som avbryts av Ogooués breda flodmynning. Gabon domineras av det skogbeklädda flodbäckenet till denna stora vattenåder, som med sina bifloder genomlöper 60 % av landets yta. Bifloderna flyter ned från den afrikanska centralplatån norrut mot Ekvatorialguinea och Kamerun och från Kongo-Brazzaville mot öster och söder.
Landets östliga delar domineras av en bred inlandsplatå på 500–1 000 meter över havet, där floden Ogooué och dess bifloder har gröpt ut bassänger och dalar. Platån är uppbyggd av prekambriska bergarter som granit, gnejs, sandsten och skiffer. Det högsta berget på platån är Mont Iboundji (972 m ö.h.) i mellersta Gabon.
I väster ligger en kustslätt som i söder är 20–40 kilometer bred. Mot norr utvidgar sig kustslätten till 120–140 kilometer, och vid Ogooués utlopp vid Kap Lopez är den uppemot 200 kilometer bred. Cirka 80 kilometer söder om landets norra gräns skär Gabonviken djupt in i landet, nästan till bergens fot. Längs kustlinjen finns flera laguner.

### Klimat
Gabon ligger i den tropiska klimatzonen och har ett utpräglat ekvatorialklimat. Temperaturerna är höga hela året med små årstidsvariationer. Libreville har en genomsnittstemperatur på 24 °C i den kallaste månaden (juli) och 27 °C i den varmaste (mars–april). Årsnederbörden varierar mellan 1 500 och 4 000 mm, med störst nederbörd längs nordvästkusten. Nederbörden avtar relativt snabbt mot öst och söderöver längs kusten. Det finns två regntider, från mitten av januari till maj och från oktober till mitten av december. I landet finns ursprunglig regnskog och en rik flora och fauna.

### Naturskydd
Några av Gabons största miljöproblem år 2021 är alltför stor skogsavverkning, så kallad avskogning, och tjuvjakt. Därtill kommer en oljeindustri som bidrar till vattenföroreningar samt sopberg orsakade av en växande befolkning.

## Styre och politik

### Författning och styre
Gabon är en presidentiell republik med den folkvalda presidenten som statschef.
Gabons konstitution antogs den 15 mars 1991 och kungjordes den 26 mars 1991. Konstitutionen har ändrats flera gånger, senast år 2011 (uppgift från 2016). Tidigare konstitutionen antogs 1961. Av den framgår att: 
- Presidenten har ett 7-årigt mandat och det finns inga begränsningar på hur många mandatperioder en president får sitta. För att en kandidat ska väljas som president krävs endast relativ majoritet.[2]

- Premiärministern, som utses av presidenten, är regeringschef.[2]

- Gabons regering utses av premiärministern i samråd med presidenten.[2]

- Det lagstiftande parlamentet (Gabons parlament) har två kammare: Senatens ledamöter (102 stycken) är indirekt vald av conseil municipal och assemblée départementale; ledamöterna har ett 6-årigt mandat.[19][2] Nationalförsamlingen har 120 ledamöter som väljs med absolut majoritet i enmansvalkretsar, och om ingen kandidat uppnår egen majoritet i valet så hålls en andra valomgång. Ledamöter i nationalförsamlingen har mandatperioder på 5 år.[2]
- Landet har allmän och lika rösträtt från 18 års ålder.[2]

### Administrativ indelning

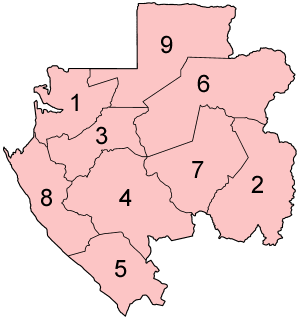
Gabons provinser.

Gabon är indelat i nio provinser: 
1. Estuaire
2. Haut-Ogooué
3. Moyen-Ogooué
4. Ngounié
5. Nyanga
6. Ogooué-Ivindo
7. Ogooué-Lolo
8. Ogooué-Maritime
9. Woleu-Ntem

### Rättsväsen
Rättssystemet bygger på en blandning av fransk civil law och sedvanerätt som rättssystem.

### Försvar
Militärtjänsten är frivillig.
Gabons väpnade styrkor bestod år 2018 av 4 700 aktiv personal. Utöver dessa fanns cirka 2000 personal i ett halvmilitärt gendarmeri. Dessutom har Gabon ett försvarspolitiskt med Frankrike som år 2018 hade 450 personal stationerade i landet. De väpnade styrkorna bestod av armén, flygvapnet och marinen, varav armén med sina 3 200 personal, var störst.
Arméns materiel bestod bland annat av spaningsfordon, stormstridsvagnar, bepansrade personalfordon samt både medeltungt- och lätt luftvärnsartilleri. Flygvapnets materiel bestod bland annat av stridsflygplan, attackflygplan, transportflygplan och helikoptrar. Marinens materiel bestod av bland annat patrullfartyg och landstigningsfartyg.
Gabon har även deltagit i internationella insatser. Exempelvis deltog landet år 2018 i en FN-operationen i Centralafrikanska republiken (MINUSCA).

## Ekonomi och infrastruktur

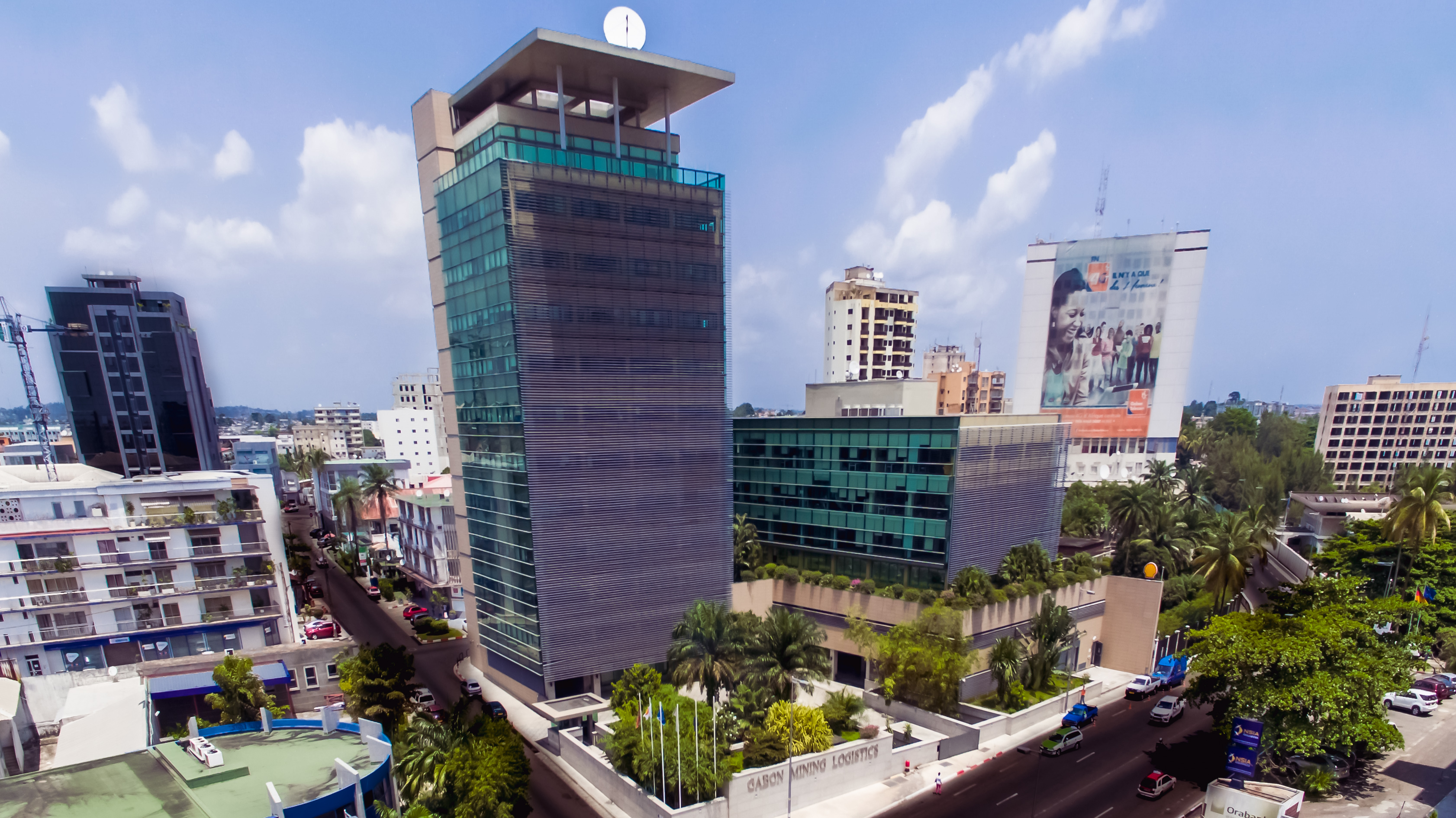
Vy över huvudstaden Libreville som är landets finansiella centrum.

Under början av 1970-talet, innan produktionen av olja och mangan hade kommit igång på allvar, var virke av hög kvalitet en av de huvudsakliga exportvarorna. Hit räknas gabon, ebenholts och valnöt. I början av 2000-talet så var två tredjedelar av Gabons totala yta orörd regnskog, men färdigställandet av den transgabonska järnvägen från hamnstaden Owendo vid Libreville till centrala Masuku 1986 antogs leda till en exploatering av träråvarorna.
I början av 2000-talet kom hälften av bruttonationalprodukten från olja. Om man ser denna siffra och jämför med Gabons ringa folkmängd får man ett felaktigt intryck av landets BNP (PPP) per capita, som dolde det egentliga faktumet att mer än hälften av landets befolkning fortfarande var självhushållande bönder. En bred social klyfta skiljde landsortsborna från städernas elit, och landet brottades med ekonomiska problem.
I början av 2020-talet var inkomsten per capita i Gabon omkring fyra gånger så hög som motsvarande siffra i andra länder i subsahariska afrika. Inkomstskillnaderna var dock fortsatt mycket stora. Detta kan framförallt härledas till förekomsten av olja, men även andra viktiga råvaror som mangan och timmer.
Gabons kraftiga ekonomiska expansion under 1960- och 1970-talen grundade sig främst på en snabb utveckling av den utlandsdominerade gruv- och oljeindustrin. Oljan utvanns i slutet av 1990-talet företrädesvis vid kusten. Mangan- och järnmalmstillgångarna var bland världens rikaste och Gabon hade stora reserver av uran. Trots sina naturtillgångar har Gabon haft problem med ekonomin, vilket dels kan härledas till dålig finanspolitik och dels till ett överberoende av oljeexport. Det senare har gjort landet sårbart för oljans prisfluktuationer.

### Näringsliv
| Sektor   | Andel av BNP  |
| -------- | ------------- |
| Jordbruk | 5 % (2017)    |
| Industri | 44,7 % (2017) |
| Service  | 50,4 % (2017) |

#### Jord- och skogsbruk, fiske
Vanliga jordbruksprodukter i början av 2020-talet är bananer, kassava, sockerrör, jams, taro, grönsaker, majs, jordnötter, viltkött och gummi.
Jordbruket sysselsatte i början på 2000-talet halva befolkningen, men var lågavkastande och kunde inte föda folket. Livsmedel behövde därför importeras. Exportgrödorna var kaffe, kakao och palmolja. Jordbruksproduktionen har dock varit sjunkande under en lång tid, även om en stor del av landets arbetande befolkning, ca 50 % i början av 2020-talet, fortsatt är sysselsatta inom självhushållningsjordbruk. Trots det behövde ungefär hälften av alla livsmedel importeras. Staten har under åren dessförinnan gjort försök att stimulera jordbruket i syfte att minska importberoendet.
Skogsbruket, som spelat en stor roll fram till år 1999, gav tropiska träslag (bland annat gabon).

#### Energi och råvaror
År 2019 kom ungefär hälften av energin från fossila bränslen och den andra hälften från vattenkraft. Därtill importades även energi.
Gabon har rikliga mineraltillgångar. Här finns omkring en fjärdedel av världens kända manganreserv, och landet var under början av 2000-talet världens fjärde största producent av mangan. Naturtillgångar i landet är petroleum, mangan, diamant, uran, guld, timmer, järnmalm, och vattenkraft, naturgas och niob.

#### Industri
Industrin var i slutet av 1990-talet, liksom infrastrukturen (vägar, järnvägar), dåligt utvecklad, men exportinkomsterna hade skapat ett relativt välstånd i landet. De ekonomiska förbindelserna med Frankrike var viktiga.
Industrisektorn omfattar i början av 2020-talet bland annat utvinning och raffinering av petroleum, mangan, guld. Det tillverkas också kemikalier, mat och dryck, textilier, timmer, plywood, cement samt att man arbetar med fartygsreparationer.

### Handel
I början av 2020-talet stod oljan för närmare 80% av exportintäkterna.
Frankrike importerade i början av 2000-talet största delen av sitt uranbehov från Gabon.

### Infrastruktur

#### Post, telefoni och Internet
En liberal och konkurrensutsatt marknad har gjort landet attraktivt för utveckling av mobilt bredband, datatjänster och tester av 5G.
Marknaden för fast telefoni är dock underutvecklad på grund av konkurrensbrist vilket lett till höga priser.
Sydkorea har investerat i fibernätverket som en del av den centralafrikanska ryggraden. Det finns tillräcklig internationell bandbredd genom undervattenskabelsystem. Dessutom har regeringen åtagit sig ansvaret för att grundläggande infrastruktur och e-hälsotjänster. Det görs också ansträngningar för nya förbättringar av lagar och regler.

#### Utbildning och forskning
År 2019 motsvarande utgifterna för utbildningen 2,8 % av BNP.
Gabon har 10 år obligatorisk skolgång, från sex till 16 års ålder. Grundskolan pågår i fem år. Sekundärskolan varar längst i sju år, uppdelad på två nivåer på fyra och tre år.
Staten i Gabon ansvarar för utbildningen. Det finns också privatskolor och skolor som drivs i samarbete med olika katolska missioner. I Gabon finns också tre universitet.
Läs- och skrivkunnigheten hos  befolkningen äldre än 15 år uppskattades år 2009 till 88 %, varav 91 % för män och 84 % för kvinnor. 2015 var 16,8 % av den vuxna befolkningen analfabeter, bland män var siffran 14,7 procent och bland kvinnor 19,0 procent.
Omkring 80% av barnen börjar grundskolan. Andelen flickor är lika stor som andelen pojkar. Skolsystemet  är starkt påverkat av det franska utbildningssystemet när det kommer till struktur och innehåll.

#### Sjukvård, andra viktiga samhällstjänster
År 2019 motsvarande utgifterna för sjukvården 2,8 % av BNP.
Staten tillhandahåller nästan all sjukvård. I början på 2020-talet är sjukvården fortfarande otillräcklig, i synnerhet utanför Libreville-området. Sedan 1970-talet har dock ansträngningar gjorts för att förbättra sjukvården.
I Lambaréné ligger det internationellt kända sjukhuset som drevs av Albert Schweitzer från 1924 till 1965 och som nu är uppkallat efter honom.

## Befolkning
Gabon är var år 2010 ett av Afrikas mest glesbefolkade länder med cirka 5 invånare per km². Den högsta befolkningstätheten återfanns längs kusten och längs de stora floderna. Landets största städer var huvudstaden Libreville och hamnstaden i Port-Gentil. Tillsammans utgjorde invånarna i dessa cirka 35 % av befolkningen.

### Demografi

#### Minoriteter
Befolkningen är indelad i cirka 40 etniska grupper. Den största gruppen under 2010-talet var fang som företrädesvis var bosatta norr om floden Ogooué i landets norra och nordvästra delar. Gruppen fanns även i närliggande länderna Ekvatorialguinea och Kamerun.
I södra och mellersta delarna av landet levde företrädesvis andra bantutalande folk, inklusive eshira, okandé, adoum och bakota. I skogarna lever också ett par tusen babinga (pygméer) som nomadiserande jägare och samlare.

#### Migration
Utöver de olika folkgrupperna som är födda i Gabon så har 20 % av medborgarna i landet förvärvat medborgarskapet efter födseln. Dessa kommer år 2012 i huvudsak från närliggande afrikanska länder.
Många är arbetskraftsinvandrare som sökt sig till Gabon i hopp om ett bättre liv men är bosatta i Librevilles slumområden, andra är flyktingar från bland annat Kongo. År 2011 deklarerade dock regeringen att flyktingstatusen för kongoleser skulle upphöra.

### Språk
Det officiella språket i Gabon är franska. De cirka 40 olika etniska grupperna talar alla sitt eget språk, inklusive ett antal bantuspråk såsom fang. Övriga större språk är fang, myene, nzebi, bapounou, bandjabi

### Religion
År 2012 beräknades 82 % av befolkningen vara kristna (42,3 % katoliker, 12,3 % protestanter och 27,4 % övriga kristna). Dessutom utövar 9,8 % islam och 0,6 % är animister.
Detta kan jämföras med år 2002 då cirka 87 % av befolkningen i Gabon var kristna, och av dem var cirka 55 % katoliker och cirka 18 % protestanter. Omkring 14 % tillhörde inhemska kristna kyrkor. Det fanns också muslimer och anhängare av traditionella lokala religioner.

### Sociala förhållanden
Trots att Gabon år 2010 hade höga inkomster och hög genomsnittlig BNP per invånare befann sig cirka en fjärdedel av befolkningen under fattigdomsgränsen. Dock hade Gabon ett bättre utvecklat socialt trygghetssystem än de flesta afrikanska länder, med ålderspension, sjukpension och arbetsskadeförsäkringar samt förmåner till familjer med barn. Trots att sjukvården var bättre än i de flesta andra länder i regionen, var barnadödligheten ännu relativt hög. För år 2015 beräknades spädbarnsdödligheten vara 4,61 %.
År 2020 var nästan 60 % av befolkningen under 25 år vilket i synnerhet förklaras av de höga fertilitetstalen på ungefär 4 barn per kvinna, en siffrasom sjunkit från 4,46 sen 2015. Sen år 2015 har barnadödligheten sjunkit och år 2021 beräknades den till 2,95%. Befolkningstillväxten för år 2021 beräknades till 2,41 %. Befolkningens medianålder har under samma tid stigit. Från år 2015 då den beräknades till 18,6 år till 21 år 2021.

### Hälsa
Det största hälsoproblemet är hiv och aids. 2014 var 3,91 % av den vuxna befolkningen smittad eller sjuk i hiv/aids. Fram till år 2020  hade andelen av befolkningen som var smittad sjunkit till 3 %, totalt 46 000 personer. Antalet dödsfall år 2020 var färre än 1000 personer.
År 2014 beräknades 15,8 % av den vuxna befolkningen lida av fetma. Den senaste beräkningen av fetma därefter är gjord år 2016. Då hade den andelen stigit något till 16 %.
År 2012 beräknades andelen underviktiga barn under 5 år till 6,5 %. Inga nya skattningar på detta område har därefter gjorts av samma källa på ett decennium.

### Övriga befolkningsdata
Den senaste folkräkningen hölls den 22 maj 2013 och då uppgick den faktiskt befintliga befolkningen i Gabon (de facto) till 1 811 079 invånare, varav 934 072 män och 877 007 kvinnor. Folkräkningar hade tidigare hållits 2003, 1993 och 1960. Invånartalet i Gabon uppskattades i juli 2018 av The World Factbook till 2 119 036 invånare, medan Förenta nationerna uppskattade befolkningen 1 juli 2016 till 1 763 000.

## Kultur

### Konstarter

#### Musik och dans
Den gabonska folkmusiken är vokalt baserad och består av korta melodiska fraser som växlar mellan stigande och fallande rörelser med främst kvart-, kvint- och septimaintervall. De är oftast byggda på diatonala förråd av 5–6 toner och en flerstämmighet bildas genom en växelsångsteknik av fråga–svar-typ.
Bland framträdande instrument märks i synnerhet olika slags trummor, men även stränginstrument. Ett nämnvärt stränginstrument är mvet, en säregen harpcittra med 3–4 strängar som används vid bland annat framförande av epos.
Den tidiga gabonska populärmusiken var starkt påverkad av soukous, den kongolesiska varianten av rumba.
En central position inom landets musikliv intar Pierre Akendengué (född 1943), som efter att ha levt utomlands under flera år återvände till Gabon och blev rådgivare i kulturella frågor åt presidenten. Han har även rest runt i Gabon och spelat in traditionell musik hos bland annat pygmébefolkningen.
Innan år 1990 sökte sig vanligen musiker till militärens eller polisens orkestrar, detta under den tid då diktatur rådde i landet. Men president Omar Bongo stödde musiklivet.
Från slutet av 1980-talet blev afro-zouk populärt, och senare har även reggae och hiphop blivit populära genrer i Gabon.

#### Bildkonst
En stor del av den traditionella konsten och konsthantverket i Gabon kan kopplas till hemliga sällskap.
Att återknyta till förfäderna är viktigt och reflekteras i folkgruppernas hantverk, exempelvis i skulpturer, masker och relikskrin.
Förfäders reliker förvaras av många folkgrupper i speciella behållare. På behållaren finns vanligen en statyett, så kallade väktarfigurer, vilka avbildar antropomorfa gestalter i ett stiliserat formspråk. Dessa är vanligen tillverkade av trä och dekoreras ofta med till exempel koppar, mässing och läder.
Även masker tillverkas av flera folkgrupper. Ansiktet har då en vit botten och är hjärtformade, vilket är typiskt för regionen.
Många av Gabons nutida konstnärer har en stark anknytning till den traditionella konsten och konsthantverket.

## Internationella rankningar
| Organisation                                | Undersökning                   | Bedömning                                   | Rankning   |
| ------------------------------------------- | ------------------------------ | ------------------------------------------- | ---------- |
| Heritage Foundation/The Wall Street Journal | Ekonomisk frihet-index 2019    | 56,3 (Mostly unfree; 100 är bäst)           | 118 av 178 |
| Reportrar utan gränser                      | World Press Freedom Index 2019 | 35,60 (0 är bäst)                           | 115 av 180 |
| Transparency International                  | Korruptionsindex 2018          | 31 (0 är väldigt korrupt, 100 väldigt rent) | 124 av 180 |
| FN:s utvecklingsprogram                     | Human Development Index 2018   | 0,702- Medium human development             | 115 av 189 |
| The Economist                               | Demokratiindex 2018            | 3,61 - Authoritarian regime (10 är bäst)    | 124 av 167 |